# Statut von Westminster (1931)
Das Statut von Westminster von 1931 wurde am 11. Dezember 1931 durch das britische Parlament erlassen und verlieh den Dominions des British Commonwealth of Nations formal die gesetzgeberische Unabhängigkeit. Es ist in der Geschichte des Vereinigten Königreiches ein Meilenstein im Prozess des Übergangs vom Empire zum Commonwealth mit gleichberechtigten Mitgliedstaaten. 
Das Statut von Westminster von 1931 gewährte dem Dominion Kanada, dem Australischen Bund, Neuseeland, dem Irischen Freistaat, der Südafrikanischen Union und Neufundland die völlige gesetzgeberische Unabhängigkeit und bestätigte damit formell den Balfour-Bericht von 1926; ausgenommen waren lediglich Verfassungsänderungen in Kanada, Australien und Neuseeland, bei denen das britische Parlament weiterhin Kompetenzen hatte – in Bezug auf Kanada erloschen diese 1982 (siehe Verfassungsgesetz von 1982), in Bezug auf Australien mit dem Australia Act von 1986. Ebenfalls 1986 schaffte Neuseeland diese Regelung mit Bezug auf Verfassungsänderungen und zugleich auch das gesamte Statut von Westminster ab (Constitution Act 1986).
Für Australien, Neuseeland und Neufundland sollte das Statut erst nach Zustimmung der dortigen Parlamente in Kraft treten. In Australien fand dies 1942, in Neuseeland erst 1947 statt. In Neufundland kam es nie zur Anwendung des Statuts – das Land wurde seit den dreißiger Jahren wieder durch Großbritannien direkt regiert und trat 1949 Kanada bei.